# 火腿月饼
火腿月饼在云南又称四两砣，是一种包含有火腿的月饼 。

## 起源
相传明末永历帝入滇避难，心情不安。御厨别出心裁，将火腿切成碎丁，混合蜂蜜和糖为馅，蒸制成点心。永历帝食后甚喜，因此火腿月饼成為宫廷御点。

## 分類
火腿月饼分酥皮、硬壳、荞麵等，其中硬壳火腿月饼最具代表性。

## 正確食用
吃月饼时若佐以清茶，一则可解油腻、助消化，二则可细嚼慢咽，增味助兴。一般来说，吃咸月饼以喝乌龙茶为好，吃甜月饼以饮花茶为佳。

## 做法
将火腿切丁，和白糖拌匀，面粉加蜂蜜加少许水，和匀，将火腿丁包入，捏实，用微波炉将包好的月饼烤制，即可。按传统滇式火腿月饼制作配方比例中火腿月饼含有1公斤火腿，1公斤白糖，250克麵粉，250克蜂蜜（可选放或不放）。